# 帕爾馬河

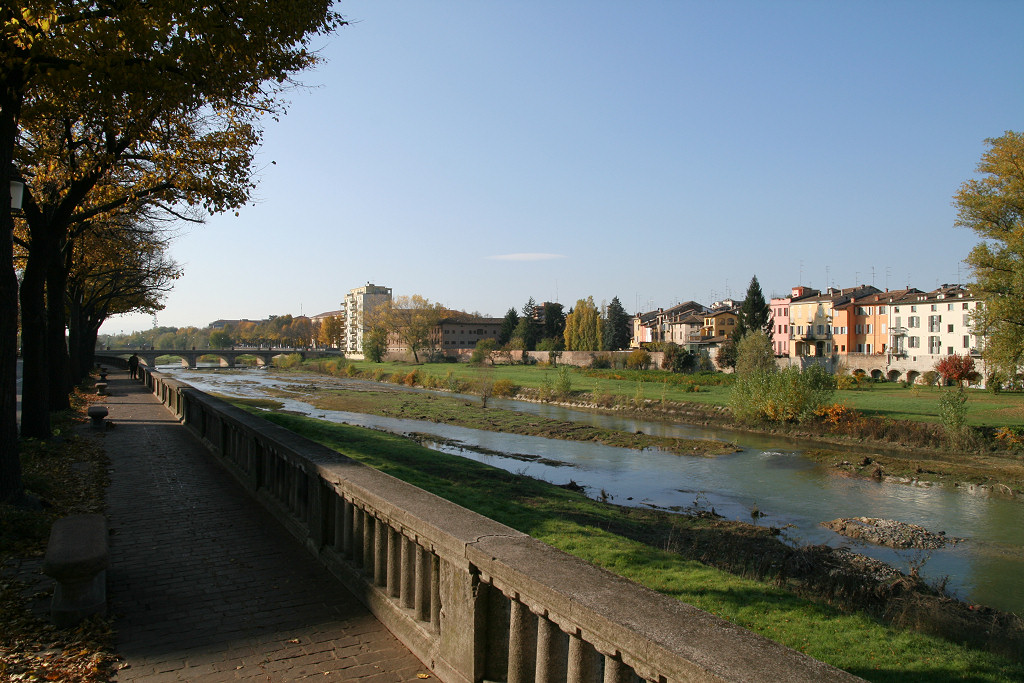

帕爾馬河是意大利的河流，位於該國北部，屬於波河的支流，河道全長92公里，流域面積796平方公里，平均流量每秒11.3立方米，發源自亞平寧山脈，河口處在梅扎尼附近。
44°56′06″N 10°26′28″E / 44.93500°N 10.44111°E